# Румунија на Олимпијским играма
Румунија се први пут појавила на Олимпијским играма 1900. године, које су биле друге олимпијске игре модерног доба. Од тада Румунија није учествовала на укупно шест Летњих олимпијских игара.
На Зимским олимпијским играма Румунија је први пут учествовала 1928. године и учествовала на свим наредним одржаним Зимским олимпијским играма осим игара одржаних 1960. године.
Румунија није никада била домаћин олимпијских игара.
Румунски олимпијци су закључно са 2018. годином освојили 307 медаља на олимпијадама, 306 на летњим и 1 на зимским играма.
Национални олимпијски комитет Румуније (Comitetul Olympic si Sportiv Roman) је основан и признат од стране Међународног олимпијског комитета 1914. године.

## Медаље

### Освојене медаље на ЛОИ
| Учешће и освојене медаље Румуније на ЛОИ |                           |                           |                           |                           |                           |                           |                           |                           |                           |                           |
| ЛОИ                                      | Носилац заставе           | Учешће                    | Муш.                      | Жене                      | спорт.                    | Злато                     | Сребро                    | Бронза                    | Укупно                    | Ранг                      |
| 1896. Атина                              | Румунија није учествовала | Румунија није учествовала | Румунија није учествовала | Румунија није учествовала | Румунија није учествовала | Румунија није учествовала | Румунија није учествовала | Румунија није учествовала | Румунија није учествовала | Румунија није учествовала |
| 1900. Париз                              |                           |                           |                           |                           |                           | 0                         | 0                         | 0                         | 0                         |                           |
| 1904. Сент Луис                          | Румунија није учествовала | Румунија није учествовала | Румунија није учествовала | Румунија није учествовала | Румунија није учествовала | Румунија није учествовала | Румунија није учествовала | Румунија није учествовала | Румунија није учествовала | Румунија није учествовала |
| 1908. Лондон                             | Румунија није учествовала | Румунија није учествовала | Румунија није учествовала | Румунија није учествовала | Румунија није учествовала | Румунија није учествовала | Румунија није учествовала | Румунија није учествовала | Румунија није учествовала | Румунија није учествовала |
| 1912. Стокхолм                           | Румунија није учествовала | Румунија није учествовала | Румунија није учествовала | Румунија није учествовала | Румунија није учествовала | Румунија није учествовала | Румунија није учествовала | Румунија није учествовала | Румунија није учествовала | Румунија није учествовала |
| 1920. Антверпен                          | Румунија није учествовала | Румунија није учествовала | Румунија није учествовала | Румунија није учествовала | Румунија није учествовала | Румунија није учествовала | Румунија није учествовала | Румунија није учествовала | Румунија није учествовала | Румунија није учествовала |
| 1924. Париз                              |                           |                           |                           |                           |                           | 0                         | 0                         | 1                         | 1                         |                           |
| 1928. Амстердам                          |                           |                           |                           |                           |                           | 0                         | 0                         | 0                         | 0                         |                           |
| 1932. Лос Анђелес                        | Румунија није учествовала | Румунија није учествовала | Румунија није учествовала | Румунија није учествовала | Румунија није учествовала | Румунија није учествовала | Румунија није учествовала | Румунија није учествовала | Румунија није учествовала | Румунија није учествовала |
| 1936. Берлин                             |                           |                           |                           |                           |                           | 0                         | 1                         | 0                         | 1                         |                           |
| 1948. Лондон                             | Румунија није учествовала | Румунија није учествовала | Румунија није учествовала | Румунија није учествовала | Румунија није учествовала | Румунија није учествовала | Румунија није учествовала | Румунија није учествовала | Румунија није учествовала | Румунија није учествовала |
| 1952. Хелсинки                           |                           |                           |                           |                           |                           | 1                         | 1                         | 2                         | 4                         |                           |
| 1956. Мелбурн и Стокхолм                 |                           |                           |                           |                           |                           | 5                         | 3                         | 5                         | 13                        |                           |
| 1960. Рим                                |                           |                           |                           |                           |                           | 3                         | 1                         | 6                         | 10                        |                           |
| 1964. Токио                              |                           |                           |                           |                           |                           | 2                         | 4                         | 6                         | 12                        |                           |
| 1968. Мексико Сити                       |                           |                           |                           |                           |                           | 4                         | 6                         | 5                         | 15                        |                           |
| 1972. Минхен                             |                           |                           |                           |                           |                           | 3                         | 6                         | 7                         | 16                        |                           |
| 1976. Монтреал                           |                           |                           |                           |                           |                           | 4                         | 9                         | 14                        | 27                        |                           |
| 1980. Москва                             |                           |                           |                           |                           |                           | 6                         | 6                         | 13                        | 25                        |                           |
| 1984. Лос Анђелес                        |                           |                           |                           |                           |                           | 20                        | 16                        | 17                        | 53                        |                           |
| 1988. Сеул                               |                           |                           |                           |                           |                           | 7                         | 11                        | 6                         | 24                        |                           |
| 1992. Барселона                          |                           |                           |                           |                           |                           | 4                         | 6                         | 8                         | 18                        |                           |
| 1996. Атланта                            |                           |                           |                           |                           |                           | 4                         | 7                         | 9                         | 20                        |                           |
| 2000. Сиднеј                             |                           |                           |                           |                           |                           | 11                        | 6                         | 9                         | 26                        |                           |
| 2004. Атина                              |                           |                           |                           |                           |                           | 8                         | 5                         | 6                         | 19                        |                           |
| 2008. Пекинг                             |                           |                           |                           |                           |                           | 4                         | 1                         | 3                         | 8                         |                           |
| 2012. Лондон                             |                           |                           |                           |                           |                           | 2                         | 5                         | 2                         | 9                         |                           |
| 2016. Рио де Жанеиро                     |                           |                           |                           |                           |                           | 1                         | 1                         | 3                         | 5                         |                           |
| 2020. Токио                              |                           |                           |                           |                           |                           |                           |                           |                           |                           |                           |
| 2024. Париз                              |                           |                           |                           |                           |                           |                           |                           |                           |                           |                           |
| 2028. Лос Анђелес                        | предстојећи догађај       |                           |                           |                           |                           |                           |                           |                           |                           |                           |
| 2032. Бризбејн                           | предстојећи догађај       |                           |                           |                           |                           |                           |                           |                           |                           |                           |
| Укупно                                   |                           |                           |                           |                           |                           | 89                        | 95                        | 122                       | 306                       |                           |

### Освојене медаље на ЗОИ
| Учешће и освојене медаље Румуније на ЗОИ |                           |                           |                           |                           |                           |                           |                           |                           |                           |                           |
| ЛОИ                                      | Носилац заставе           | Учешће                    | Муш.                      | Жене                      | спорт.                    | Злато                     | Сребро                    | Бронза                    | Укупно                    | Ранг                      |
| 1924. Шамони                             | Румунија није учествовала | Румунија није учествовала | Румунија није учествовала | Румунија није учествовала | Румунија није учествовала | Румунија није учествовала | Румунија није учествовала | Румунија није учествовала | Румунија није учествовала | Румунија није учествовала |
| 1928. Санкт Мориц                        |                           |                           |                           |                           |                           | 0                         | 0                         | 0                         | 0                         |                           |
| 1932. Лејк Плесид                        |                           |                           |                           |                           |                           | 0                         | 0                         | 0                         | 0                         |                           |
| 1936. Гармиш-Партенкирхен                |                           |                           |                           |                           |                           | 0                         | 0                         | 0                         | 0                         |                           |
| 1948. Санкт Мориц                        |                           |                           |                           |                           |                           | 0                         | 0                         | 0                         | 0                         |                           |
| 1952. Осло                               |                           |                           |                           |                           |                           | 0                         | 0                         | 0                         | 0                         |                           |
| 1956. Кортина д'Ампецо                   |                           |                           |                           |                           |                           | 0                         | 0                         | 0                         | 0                         |                           |
| 1960. Скво Вали                          | Румунија није учествовала | Румунија није учествовала | Румунија није учествовала | Румунија није учествовала | Румунија није учествовала | Румунија није учествовала | Румунија није учествовала | Румунија није учествовала | Румунија није учествовала | Румунија није учествовала |
| 1964. Инзбрук                            |                           |                           |                           |                           |                           | 0                         | 0                         | 0                         | 0                         |                           |
| 1968. Гренобл                            |                           |                           |                           |                           |                           | 0                         | 0                         | 1                         | 1                         |                           |
| 1972. Сапоро                             |                           |                           |                           |                           |                           | 0                         | 0                         | 0                         | 0                         |                           |
| 1976. Инзбрук                            |                           |                           |                           |                           |                           | 0                         | 0                         | 0                         | 0                         |                           |
| 1980. Лејк Плесид                        |                           |                           |                           |                           |                           | 0                         | 0                         | 0                         | 0                         |                           |
| 1984. Сарајево                           |                           |                           |                           |                           |                           | 0                         | 0                         | 0                         | 0                         |                           |
| 1988. Калгари                            |                           |                           |                           |                           |                           | 0                         | 0                         | 0                         | 0                         |                           |
| 1992. Албервил                           |                           |                           |                           |                           |                           | 0                         | 0                         | 0                         | 0                         |                           |
| 1994. Лилехамер                          |                           |                           |                           |                           |                           | 0                         | 0                         | 0                         | 0                         |                           |
| 1998. Нагано                             |                           |                           |                           |                           |                           | 0                         | 0                         | 0                         | 0                         |                           |
| 2002. Солт Лејк Сити                     |                           |                           |                           |                           |                           | 0                         | 0                         | 0                         | 0                         |                           |
| 2006. Торино                             |                           |                           |                           |                           |                           | 0                         | 0                         | 0                         | 0                         |                           |
| 2010. Ванкувер                           |                           |                           |                           |                           |                           | 0                         | 0                         | 0                         | 0                         |                           |
| 2014. Сочи                               |                           |                           |                           |                           |                           | 0                         | 0                         | 0                         | 0                         |                           |
| 2018. Пјонгчанг                          |                           |                           |                           |                           |                           | 0                         | 0                         | 0                         | 0                         |                           |
| 2022. Пекинг                             |                           |                           |                           |                           |                           |                           |                           |                           |                           |                           |
| 2026. Милано и Кортина                   | предстојећи догађај       |                           |                           |                           |                           |                           |                           |                           |                           |                           |
| 2030. Француски Алпи                     | предстојећи догађај       |                           |                           |                           |                           |                           |                           |                           |                           |                           |
| 2034. Солт Лејк Сити                     | предстојећи догађај       |                           |                           |                           |                           |                           |                           |                           |                           |                           |
| Укупно                                   |                           |                           |                           |                           |                           | 0                         | 0                         | 1                         | 1                         |                           |